# Фонтан на Театральній площі (Ростов-на-Дону)
Фонта́н на Театра́льній пло́щі (рос. Фонтан на Театральной площади) — найбільший фонтан у місті Ростов-на-Дону, Росія. Розташований на Театральній площі, Пролетарський район.

## Опис
Фонтан являє собою скульптурну групу атлантів на постаменті, в народі іменованих «мужики (або дядьки) з чашею (або плошкою)». Групу оточують статуї жаб та черепах. Ходили чутки, що Вучетич у помсту за якісь «гріхи», надав фізіономіям тварин риси осіб деяких міських начальників. Скульптурні статуї були виготовлені з бетону на білому цементі.

## Історія
Після закінчення будівництва Театру ім. М. Горького в 1936 році поруч був облаштований Театральний сквер з фонтаном у центрі. Його автором став молодий скульптор Євген Вучетич, випускник Ростовського художнього училища.
У роки Німецько-радянської війни фонтан був зруйнований, відновлений в 1950-ті роки, наскільки можна судити по фото, в повному обсязі. Але в 1970-х жаби з черепахами на фонтані були відсутні. Можливо, за 20 років скульптурні елементи занепали, живність прибрали зовсім, а в допомогу «мужикам» встановили опору під центром чаші, не сподіваючись на силу рук бетонних атлантів.
У 1999 році напередодні відзначення 250-річчя Ростова-на-Дону фонтан відреставрували, повернувши йому первісний вигляд. Змінилися тільки матеріали: подіум облицьований природним каменем, статуї атлантів, жаб та черепах виконані в техніці виколотки по міді. У вечірній час фонтан світиться різнобарвними вогнями. 

## Галерея

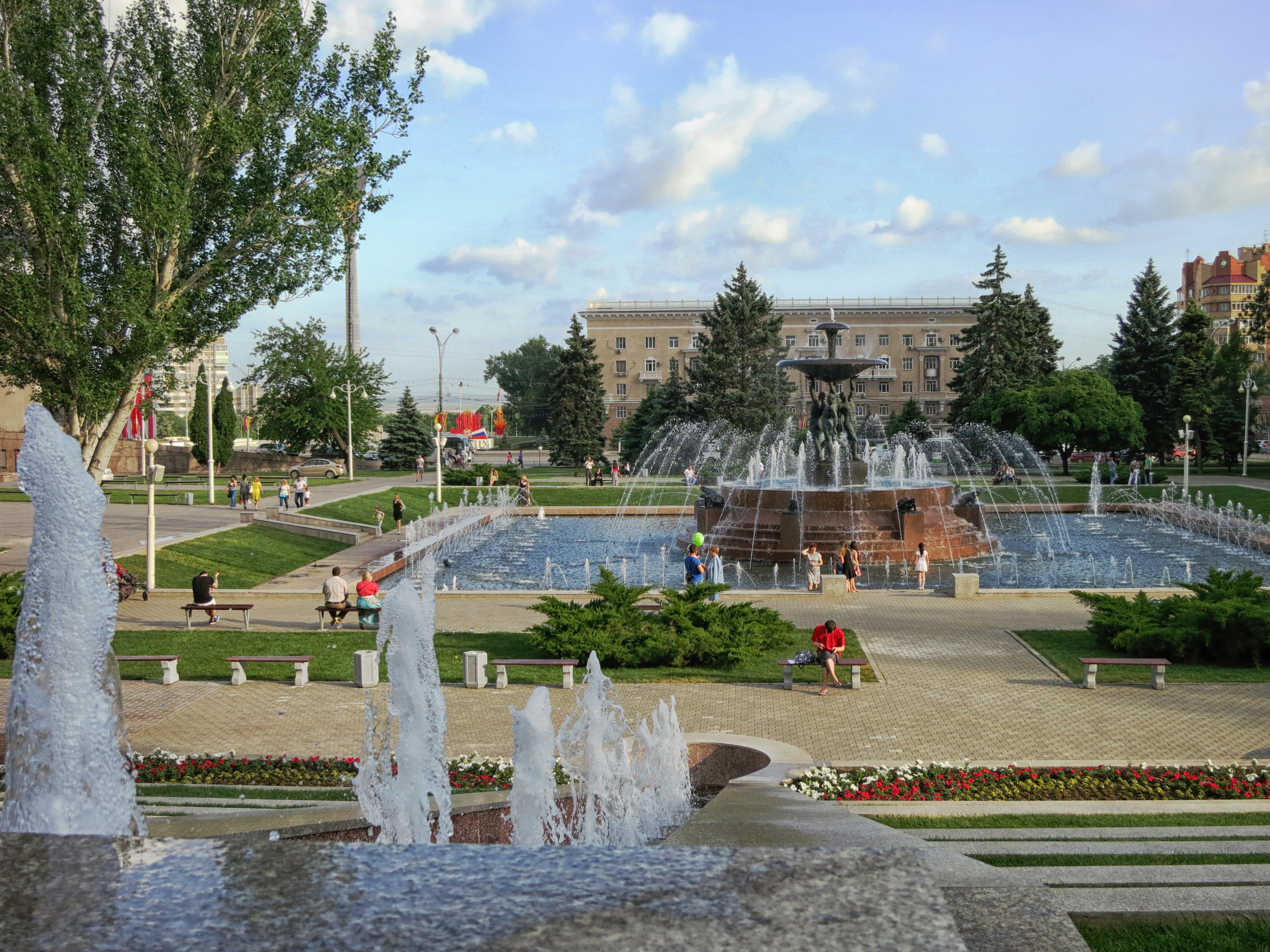
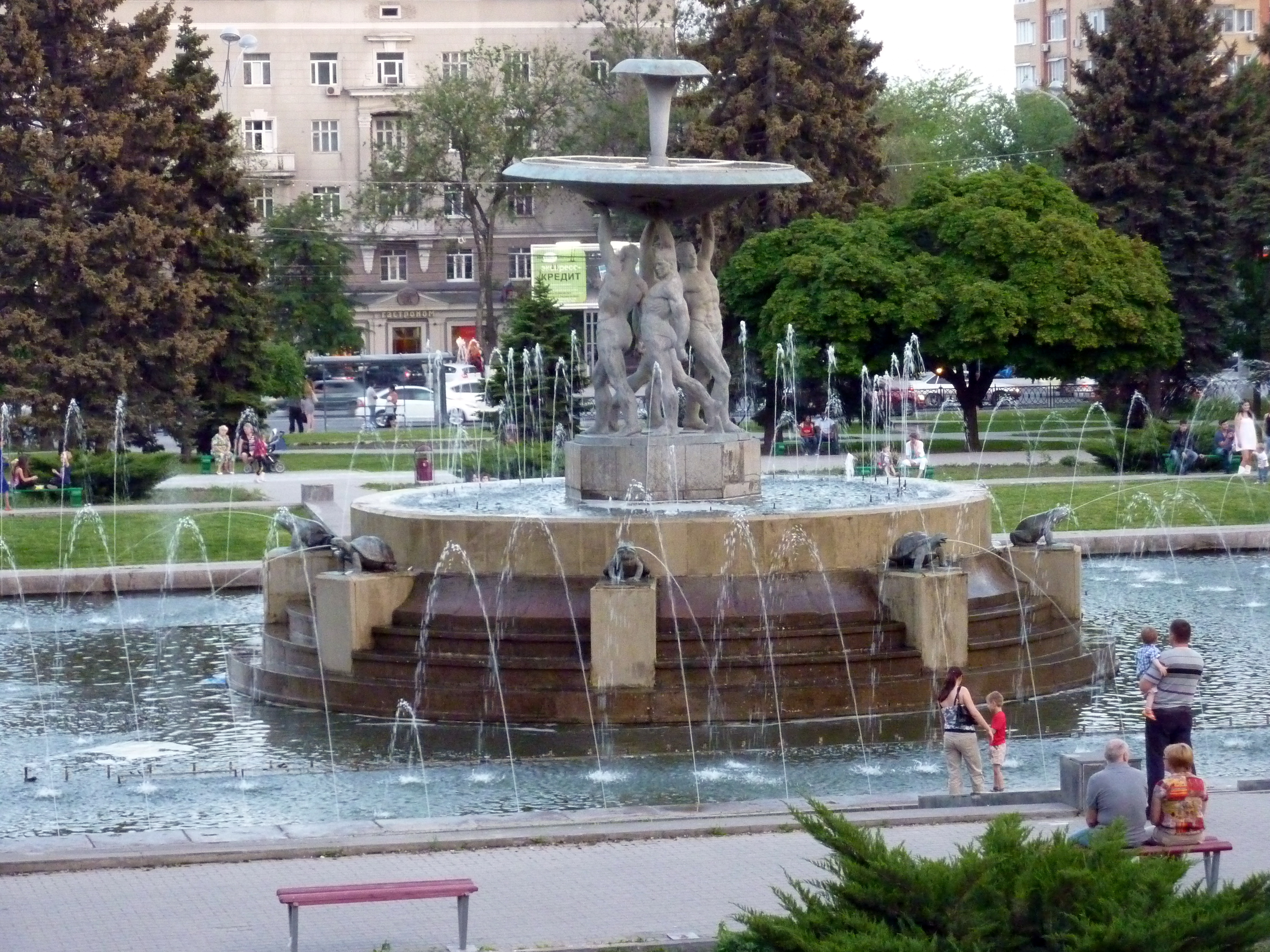
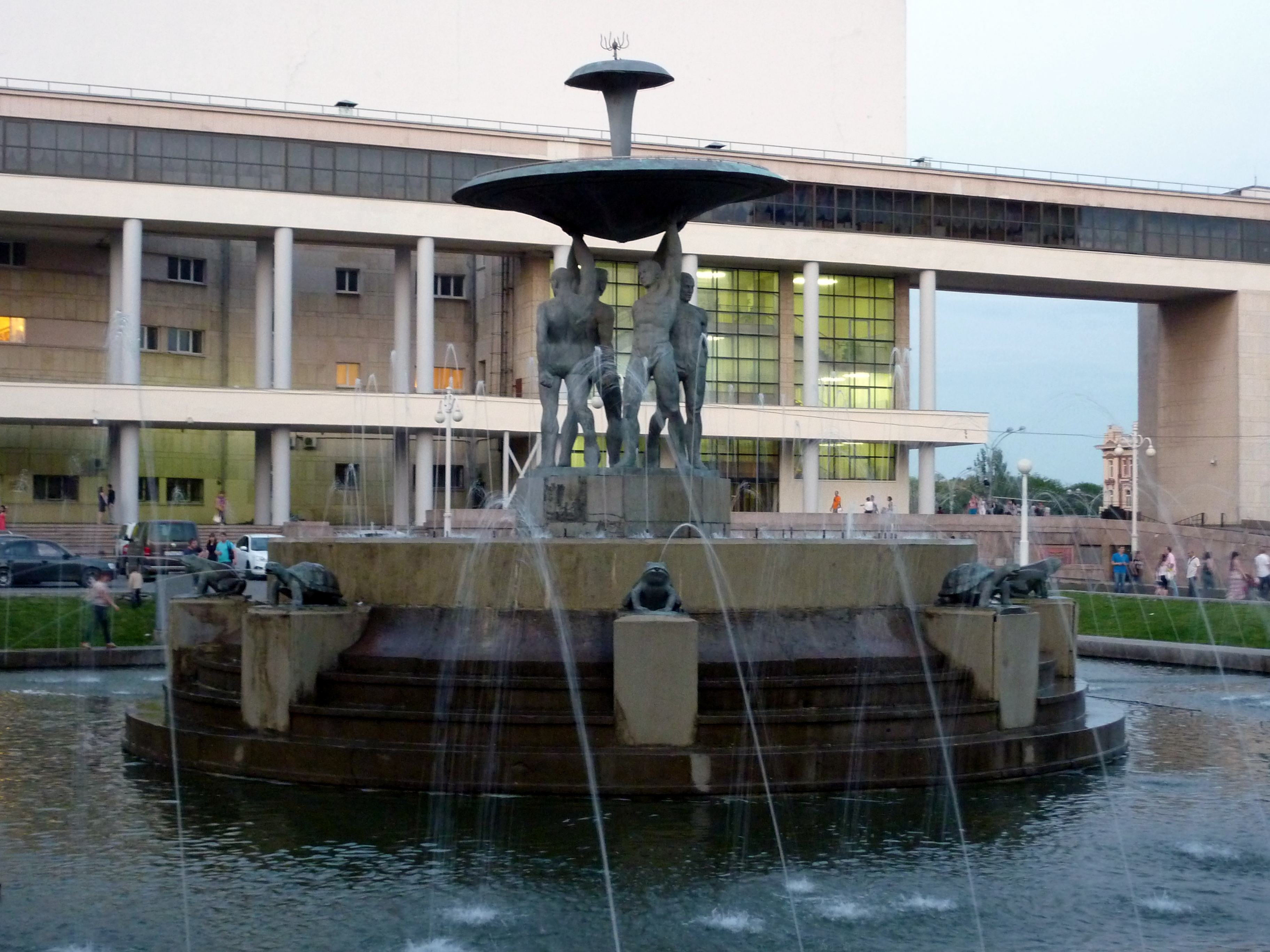
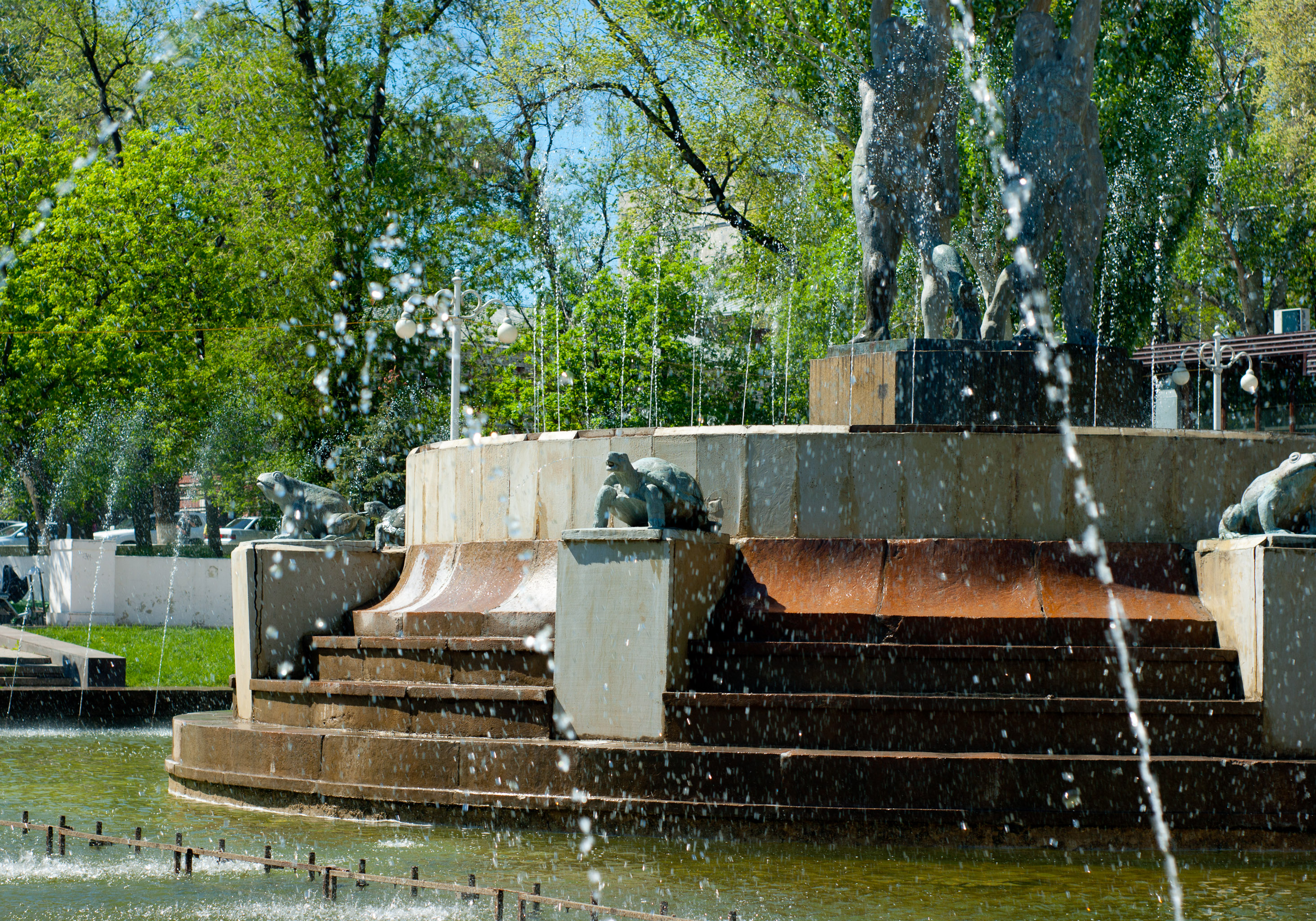